# Кендо
Кендо́ （яп. 剣道/劍道, けんどう, кендо, цуруґі но мічі, «шлях меча»）— сучасне бойове мистецтво японського фехтування на бамбукових мечах. Походить від стародавніх японських технік володіння мечем. Ставить на меті формування повноцінної особистості і твердого характеру, загартовуючи волю і тіло фехтувальника. В сучасній Японії розглядається як один з видів спорту. Існує рух за включення кендо у програму Олімпійських ігор.
Назва «кендо» була створена Товариством бойових чеснот Великої Японії (大日本武徳会), яке постало у 1895 році з метою відродити самурайські традиції і укріплювати «японський дух» серед японської молоді. Основним методом дії Товариства стали уроки фехтування на заняттях з фізкультури у школах. Стару назву «кенджюцу», яка означала «техніка меча», замінив ширший і глибший термін «кендо» — «шлях меча».

## Філософія
Основне визначення концепції кендо а також підхід до тренувань і керівництва ними визначаються Всеяпонською федерацією кендо.

### Концепція кендо
У слові «меч» (剣) закладено найголовніші ідеї кендо. Перша ідея полягає в тому, що людина, озброєна мечем, не має права на помилку і не має можливості виправити її. Відповідно, як у поєдинку, так і повсякденному житті, до всього слід ставитися серйозно. Друга ідея зводиться до того, що однакових ситуацій не буває: до кожного противника, бою, справи слід підходити з оновленим духом і запалом. Тому слово «меч» у кендо сприймається насамперед як знаряддя, що тренує дух людини.
Під «законами» (理法) розуміються три складові, які необхідні для здійснення результативного удару. Це «закон меча» (刀法), що полягає у правильному проведенні удару, «закон тіла» (身法), за яким удар повинен бути нанесений за правильної постави, і «закон серця» (心法), що означає бадьорість та енергійність духу при ударі. Тобто, «гартування законами меча» — це постійне вдосконалення своєї технічної майстерності, фізичної форми і психічного стану.
«Шлях» в кендо — це дорога вдосконалення людини, «формування» її як особистості. Стати досконалим неможливо, тому саме процес — «формування» і вдосконалення, а не результат — «сформованість» і досконалість, є одним із наріжних положень філософії цього бойового мистецтва.

### Підхід до тренувань
| Правильно і серйозно вивчати шлях меча, Виховувати бадьорий дух, загартовуючи душу і тіло, І через особливості кендо Шанувати ввічливість, цінувати честь, Відверто і постійно працювати над собою, і завдяки цьому любити державу і суспільство Та широко сприяти миру і процвітанню людства. |  | 剣道を正しく真剣に学び 心身を錬磨して 旺盛なる気力を養い 剣道の特性を通じて 礼節をとうとび 信義を重んじ 誠を尽くして 常に自己の修養に努め 以って 国家社会を愛して 広く人類の平和繁栄に 寄与せんとするものである |

## Історія

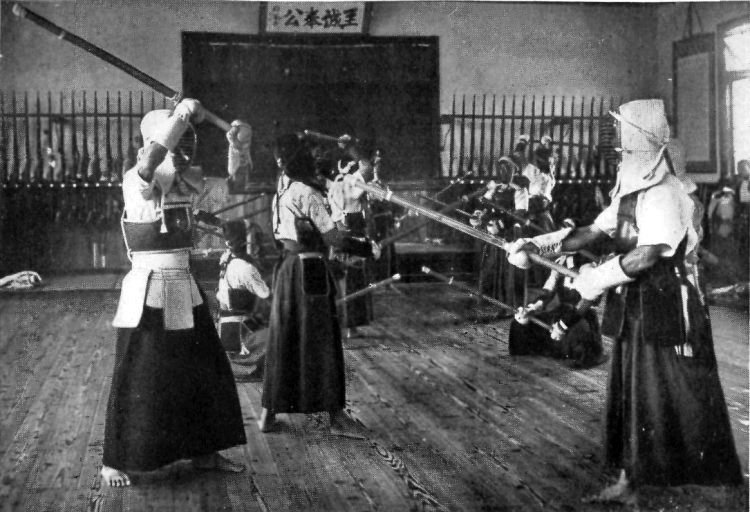
Заняття з кендо у сільській школі (1920).

Походження кендо тісно пов'язане з історією бойових мистецтв у Японії. У період Камакура (1185–1333) фехтування, разом із стрільбою з лука і володінням списом, було невід'ємною частиною підготовки воїна-самурая. Проте впродовж чотирьох століть меч не використовувався як головна зброя, а мав допоміжну функцію. Сферою його застосування були самооборона у випадку відсутності іншої зброї, відрізання голів противника і ритуальне самогубство сеппуку. Лише з настанням мирної епохи Едо (1603–1868), коли самураям офіційно дозволили носити зі зброї тільки мечі, фехтування на них завоювало широку популярність серед військової верстви.
На початку 17 століття з'явилися десятки шкіл, які пропонували потенційним учням ключі до пізнання таємниць техніки володіння мечем. Ці школи перебували під сильним впливом буддійської секти Дзен. Найвідомішими серед них були Ітто-рю (一刀流 — школа одного меча), Муто-рю (無刀流 — безмечева школа) і Муненмусо-рю (無念無想流 — школа «не роздумуй, не обдумуй»). Перша школа робила акцент на одному головному ударі, трактуючи інші прийоми як похідні від нього. Друга вчила, «що меча ззовні не існує» і тренувала насамперед волю фехтувальника. Третя доводила техніку володіння мечем до рефлексу, так що самурай фехтував рефлексивно — «не роздумуючи».
Впродовж багатьох століть під час тренувань використовувалися дерев'яні мечі, які завдавали учням сильних поранень (вони досі застосовуються у кендо під час виконання ката). Однак реформи наставника Наґанума Кунісато (1688–1767), який запровадив бамбукові мечі сінаї та обладунки боґу, зменшили кількість травм. З кінця 18 століття фехтування мечем вже нагадувало сучасне кендо.
З реставрацією Мейдзі (1868) європейська вогнепальна зброя витиснула самурайський меч з ужитку. Однак його широке застосування солдатами у японсько-китайській війні 1895 року повернуло зброї заслужену славу. Створене у 1895 році Товариство бойових чеснот Великої Японії популяризувало фехтування мечем серед молоді, а 1920 році змінило різноманітні назви фехтувальних технік на «кендо». Цей рік вважається офіційним роком народження цього бойового мистецтва.
Популярність кендо зростала в міру посилення тиску країн Заходу на Японію. Спрощене фехтування набуло поширення серед школярів і виховувало патріотично налаштовану молодь. У 1929, 1934 і 1940 роках було проведено перші три кендоїстські змагання на кубок імператора країни.
Після поразки Японії у другій світовій війні у 1945 році, окупаційна американська влада заборонила викладання у школах кендо, як шкідливої виховної практики, що сприяє поширенню японського націоналізму. Наступного року Товариство бойових чеснот Великої Японії було розпущене, а викладачі фехтувальники звільнені з роботи.
З 1950 року тиск американців ослаб. Було сформовано Всеяпонську Федерацію Спортивного Кендо. Через два роки заборона на кендо була знята, і з назви Федерації викинули слово «спортивний» (全日本剣道連盟). У 1953 році заняття з фехтування відновили у школах.
Після відновлення репутації кендо, воно поширилося в Японії і, навіть, стало популярним за кордоном. У 1970 році для координації іноземних фехтувальних клубів з японськими було утворено Міжнародну Федерацію Кендо. На 2003 рік до неї входили кендоїстські організації і клуби з 44-х країн світу.

## Сучасне кендо

### Одяг і озброєння фехтувальника
- Кендоїстський одяг синього чи білого кольору:
  - куртка кендоґі (剣道着);
  - широкі шаровароподібні штани хакама (袴);
  - рушник-пов'язка на голову мен тенуґуі (面手拭) або мен таору (面タオル).
- Обладунок боґу (防具):
  - Захисний пояс таре (垂れ);
  - Захисний нагрудник-кіраса до (胴);
  - Захисний шолом-маска мен (面);
  - Захисні рукавиці коте (小手).
- Мечі:
  - Великий бамбуковий меч сінай (竹刀);
  - малий бамбуковий меч косінай (小竹刀) — використовується лише фехтувальниками, які змагаються двома мечами.

### Основні позиції
У сучасному кендо існує три основні позиції камае (構え), які може займати фехтувальник під час бою:
- Верхня позиція дзьодан (上段の構え) — меч тримається двома руками високо над головою під кутом 45 градусів;
- Середня позиція тюдан (中段の構え) — меч тримається обома руками так, що кінцівка руків'я скерована до живота фехтувальника, а кінцівка леза — до горла противника;
- Нижня позиція ґедан (下段の構え) — меч тримається обома руками так само як і у середній позиції, з тією різницею, що кінцівка меча скерована додолу і фіксується на рівні коліна противника.

Окрім цих основних позицій є багато інших, які використовуються у групі систематизованих прийомів ката, але не у реальному поєдинку.
Особливістю позицій кендо є постава ніг: права висунута трохи уперед, а ліва, відсторонена від неї на відстань одного кулака. Ліва нога приймає 70% тіла фехтувальника і є опорною. З неї робиться випад на противника.

### Основні удари
У кендо існує два види ударів мечем — рублячі і колючі. Вони наносяться по чотирьох частинах тіла, які захищені обладунком боґу. До рублячих ударів відносять три основних:
- Мен (面) — удар по голові;
- Коте (小手) — удар по зап'ястю;
- До (胴) — удар по торсу;

Колючий удар існує тільки один — цукі (突き) — удар у горло.
Усі удари наносяться лівою рукою. Права лише скеровує їх. Під час удару вигукується назва прийому. Наприклад, удар по голові супроводжується вигуком «мен», удар по торсу — вигуком «до».

### Ката
Ката — це систематизована послідовність групи прийомів, які пов'язані один з одним принципами ведення бою з уявним противником чи противниками. У кендо таких ката нараховується 10. Вони виконуються в парі з опонентом, із застосуванням дерев'яних мечів бокуто або справжніх залізних мечів. Ці ката є найпрактичнішим елементом сучасного спортивного кендо.
З 1-ї по 7-му ката виконуються обома противниками на довгих дерев'яних мечах (102 см). 8-ма, 9-та і 10-та ката — з використанням малого меча кодачі (55 см).
Під час практикування ката, фехтувальники виконують роль нападаючого учідачі (вчитель) і захисника шідачі (учень). Нападник, завжди програє у ката, даючи змогу учню осягнути комплекс прийомів.

## Двобій
Поєдинок в кендо завжди має форму двобою. Це правило діє також під час групових змагань.
Двобій проходить у такому порядку. Обидва фехтувальника вступають на ринг. Вклонившись суддям і один одному, вони роблять три кроки назустріч противнику і присідають. З вигуком «Хаджіме!» («Починай!») спортсмени піднімаються і розпочинають бій. Перемога залишається за тим, хто покаже більше прийомів і заробить більше одного очка за відведений для поєдинку час (для дорослих 5 хвилини, для школярів 4-3 хвилин).

### Місце двобою
Місце двобою являє собою квадратний ринг, довжина однієї сторони якого дорівнює 9-ти чи 11-ти метрам. Підлога рингу — дерев'яне покриття з дощок. Межі рингу позначаються білою клейкою стрічкою.

### Прийоми

Основні місця, по яких наносяться удари в кендо.

Результативними прийомами вважаються удари, виконані у такі визначені місця обладунку боґу:
Удари по зап'ястю коте:
- Удар коте (звичайний удар);
- Удар хідарі-коте (удар по лівому зап'ястю);
- Удар хікі-коте (удар по зап'ястю, який супроводжується відступом від противника).

Удари по голові мен:
- Удар мен (звичайний удар);
- Удар мігі-мен (удар по голові справа);
- Удар хідарі-мен (удар по голові зліва);
- Удар хікі-мен (удар по голові, який супроводжується відступом від противника);
- Удар коте-мен (прийом-комбінація з нанесенням удару по зап'ястю і голові почергово).

Удари по торсу до:
- Удар до (звичайний удар);
- Удар хікі-до (удар по правій стороні торсу, який супроводжується відступом від противника);
- Удар ґяку-до (удар по лівій стороні торсу).

Удар в горло цукі (звичайний удар) — заборонений новачкам і молодим школярам.
Ці прийоми мають декілька різновидів, які залежать від ситуації у якій вони були виконані.

### Бали
Бал за результативний прийом називається іппон (本). Його призначають судді поєдинку. Згідно з постановою Всеяпонської Федерації Кендо, бал зараховується тоді, коли прийом було виконано:
"за дужого викрику, правильної постави, вірного удару мечем-сінаєм по визначеному місцю, та вдалого повернення у висхідну позицію (残心 — дзаншін) після удару.
Ці умови є складовими основного принципу кендо кі кен тай іті (気剣体) — єдності духу, меча і тіла. За виконання цих умов суддя піднімає прапорець і зараховує бал.

### Порушення правил
Дворазове порушення правил під час поєдинку надає опоненту порушника один бал. Серед порушень виділяються такі:
- Вихід за межі рингу;
- Втрата меча-сіная під час бою;
- Неохайність одягу і обладунку;
- Перевищення шнурів шолома-маски мен стандартної довжини 40 см;
- Торкання руками меча вище від руків'я (тобто торкання гіпотетичного леза).

### Судді

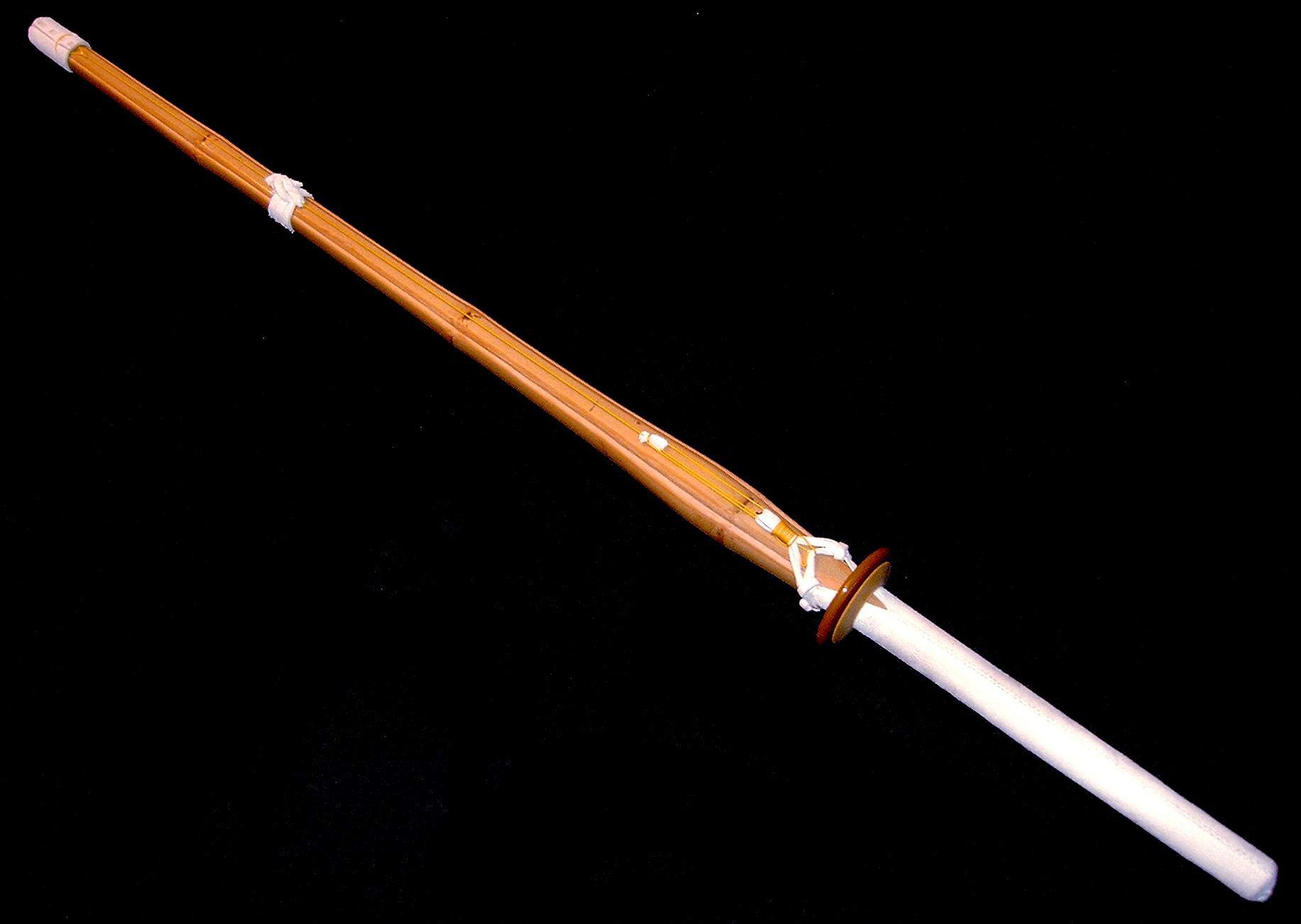
Бамбуковий меч сінай.

Поєдинок судять 3 судді. Вони тримають у руках два прапорці — червоний і білий, — які збігаються з кольорами стрічок, прикріплених до спин фехтувальників. У випадку виконання результативного прийому одним зі спортсменів, суддя підіймає вгору прапорець, який відповідає кольору його стрічки. Якщо двоє з трьох суддів піднімають прапорець, зараховується 1 бал.
Суддя має право зупинити двобій командою «Яме!» («Зупинись!»). Він робить це у таких випадках:
- коли фехтувальник, піднявши одну руку, вимагає тайм-аут;
- коли обидва фехтувальники задовго перебувають у позиції схрещених гард цуба-дзеріай;
- коли один з фехтувальників упав;
- коли було порушення правил;
- коли судді збираються винести рішення у спірному питанні.

## Ступені
В кендо існує 9 ступенів для відзначення рівня майстерності фехтувальників. Перший рівень, 1-й кю (級), призначається особам після 12-13 років. У вищенаведеній таблиці подана інформація про основні ступені — дани (段).
| Дан                   | Умова отримання                                  | Віковий ценз        |
| --------------------- | ------------------------------------------------ | ------------------- |
| Початковий дан (初段) | 3 місяці після отримання першого кю              | старше 13～14 років |
| Другий дан (弐段)     | 1 рік тренувань після отримання початкового дану | старше 14～15 років |
| Третій дан (参段)     | 2 роки тренувань після отримання другого дану    | старше 16～17 років |
| Четвертий дан (四段)  | 3 роки тренувань після отримання третього дану   | старше 19～20 років |
| П'ятий дан (五段)     | 4 роки тренувань після отримання четвертого дану | старше23～24 років  |
| Шостий дан (六段)     | 5 років тренувань після отримання п'ятого дану   | старше 28～29років  |
| Сьомий дан (七段)     | 6 років тренувань після отримання шостого дану   | старше 34～35 років |
| Восьмий дан (八段)    | 10 років тренувань після отримання сьомого дану  | старше 46 років     |

## Звання
Відповідно до ступенів, у кендо призначаються звання. Їх існує три. Надаються вони особам, які володіють 5-8 данами і були рекомендовані Федерацією Кендо, до якої належать.
| Звання | Переклад             | Ценз                | Умови |
| ------ | -------------------- | ------------------- | --- |
| Ренсі  | 錬士, «загартований» | 5 дан               | 10 років минуло після здобуття 5-го дану; кандидат, член Федерації Кендо, є старше 60 років і рекомендований головою Федерації.                       |
| Ренсі  | 錬士, «загартований» | 6 дан               | 1 рік минув після здобуття 6-го дану; кандидат є членом Федерації Кендо і рекомендований головою Федерації.                                           |
| Кьосі  | 教士, «вчитель»      | 7 дан, звання ренсі | 2 роки минуло після здобуття 7-го дану; кандидат є членом Федерації Кендо і рекомендований головою Федерації.                                         |
| Хансі  | 範士, «взірець»      | 8 дан, звання кьосі | 8 років минуло після здобуття 8-го дану; кандидат є членом Федерації Кендо і рекомендований головою Федерації і головою Всеяпонської Федерації Кендо. |

## Кендо в Україні
Перші осередки кендо в Україні з'явилися на початку 21 століття. Це були аматорські клуби у Києві, Львові, Донецьку і Харкові. У грудні 2003 року була створена «Харківська обласна федерація кендо, іайдо, дзьодо». У 2005 році відбувся перший всеукраїнський турнір з цього виду спорту у Харкові за участі організацій з чотирьох вищезгаданих міст.
У вересні 2006 року була зареєстрована Київська федерація Кендо, якою, за підтримки Посольства Японії в Україні, було започатковано щорічне проведення Всеукраїнського Турніру з кендо на кубок посла Японії в Україні. У жовтні 2007 року відбувся 2-й, у 2008 — 3-й Всеукраїнський турніри. 2009 року турнір не відбувся через карантин у зв'язку з епідемією грипу. Натомість, у 2011 році успішно був проведений 4-й Всеукраїнський турнір.
2008 року була створена Українська федерація кендо. У 2009 році на базі Київської федерації кендо була створена Федерація кендо, іайдо та дзьодо України.
Кендо є новим бойовим мистецтвом на теренах України, кількість прихильників якого невпинно зростає. Команди українських клубів беруть участь у міжнародних змаганнях з кендо у Європі.